# فاریاب (بستک)
فاریاب، روستایی در دهستان هرنگ بخش کوخردهرنگ شهرستان بستک در استان هرمزگان ایران است.

## محدوده فاریاب
روستای فاریاب از شمال به رودخانه مهران، از جنوب مجموعه کوهای زاگرس، از مغرب لاور میستان، و از مشرق به روستای گتاو محدود می‌گردد.

## پیشینه و حال روستا
روستای فاریاب:روستایی است بسیار قدیمی، تاریخش به دوران (گبرها) زرتشتی بر می‌گردد. و به فاریاب کوهیج معروف می‌باشد.
و به لهجه محلی به آن «پارو(Parow)» می‌گویند. پارو به منطقه‌ای گفته می‌شود که آب فراوان داشته باشد.
به اعتقاد مردم گبرها که همان زرتشتیان می‌باشند کار عظیم آبرسانی را با احداث چند صد حلقه قنات (کاریز) در حدود (۳۶۶ حلقه قنات) به طول تقریبی ۳ کیلومتر از مبدأ تا مظهر از نقاط دوردست امکان‌پذیر کرده‌اند. البته گبرها با ورود اسلام یا دین اسلام را پذیرفته یا به کشور هندوستان و مناطق همجوار مهاجرت کردند. منطقهٔ سکونت قبلی مردم در یک کیلومتری شمال روستا بوده‌است که به علت بیماری مسری طاعون مردم مجبور به ترک محل سکونت شدند که در اثر این بیماری صدها نفر جان خود را از دست دادند. از محل سکونت قبلی تپه‌ای تاریخی برجای مانده که از دل آن گه گاهی سکه‌ای، شی ای یا… بیرن می‌آید. چند سال قبل عده‌ای ناشناس شبانه با نبش گوری قدیمی چند سکه از آن بیرون کشیده و با برجا گذاشتن تنها حفره‌ای توخالی متواری شدند.
درقسمت شرق این تپه بقایای مسجدی قدیمی وجود دارد که هنوزگچ بری‌های دل‌انگیز آن خودنمایی
می‌کندکه، تا زمانی نه چندان دور ازآن به عنوان عیدگاه استفاده می‌شده‌است.
مردم روستا به گویش محلی خود که ترکیبی از زبان فارسی و عربی و برخی اصطلاحات خاص
منطقه سخن می‌گویند. گویش مردمان این روستاهم همچون روستاها و شهرهای مجاور گویش اچمی است. که گویش بسیاری ازمردمان هرمزگان است.
عده‌ای از اهالی روستا از دوران بسیار دور ساکن کشورهای: کویت، بحرین، قطر، امارات متحده عربی و مناطق شرق عربستان سعودی نیز هستند.
دراین روستا شیش مسجد جهت برگزاری نماز جماعت وجود دارد که همه ازمحل خودیاری اهالی ساخته شده‌است که عبارتنداز:
- مسجد «قبا» که متعلق به مدرسهٔ راهنمایی شبانه‌روزی است و برای استفادهٔ دانش آموزان بنا شده‌است، و به مسجد «شبانه‌روزی» نیز معروف است.
- «مسجدالنّبی» که درقسمت شرق روستا واقع است و به مسجد «لز(Loz)» معروف است.
- «مسجد عمربن الخطّاب» که در وسط روستا واقع است و به مسجد «بالا» معروف است.[۳]
- «مسجد عثمان ابن عفان» که در غرب روستا قرار دارد و نماز جمعه هم در این مسجد برپا می‌شود و به مسجد «جامع جدید» یا مسجد قبله معروف است.
- «مسجد ابوبکر صدیق» قدیمی‌ترین مسجد روستا است و در قسمت شمال غربی روستا قرار دارد که به آن مسجد زیر (پایین) یا جامع قدیم نیز می‌گویند. این مسجد پس ازنقل مکان اجباری اهالی از «ده کهنه» به این محل احداث گردیده وبنای اولیهٔ آن راکه در دو طبقه بوده و منزل امام جمعه نیزشامل می‌شده، بامصالح محلی مثل خشت خام، سنگ وگچ ساخته شده‌است، و سقف آن نیز از چوب معروف چندل بوده، ساخت اولیه این مسجد به سال۱۰۰۵هجری قمری برمیگردد اما بعداً چندین بارتعمیر وتجدید بنا شده‌است.

## پیشه
پیشه مردم روستا تقریباً متنوع است: کشاورزی، کارهای ساختمانی، کار در کشورهای عربی حوزهٔ خلیج فارس، کاردر ادارات دولتی و … منبع اصلی درآمد مردم می‌باشد.

## قنات
دارای قنات «فاریاب» و آب جاری است که ۷۰۰ من (۲۸۰۰ کیلو) زراعت می‌شود، محصول صیفی به اندازه‌ای بدست می‌آید وبسیار خوب است.
حدود ۵۰۰۰ هزار اصله نخل دیم و دو هزار اصله نخل آبی.
دارد. روستای فاریاب در ۱۸ کیلومتری جنوب غربی شهرستان بستک واقع شده‌است.
در فاریاب دو چشمه کوچک وجود دارد بنامهای سفبلی و صیدزار، استخرهای کوچکی دارد که هر وقت پرآب شود نخلهایش را آب می‌دهند. هریک ۲۰۰ اصله نخل دارد و محل شکار پرندگان بوده‌است.
ونیز در لاور حاجی توفیق که محل زراعت دیم است حدود ۳۰۰ من زمین زیر کشت دارد.
یک باب آب انبار برکه نیز دارد.
یک فرسخ (شش کیلومتر) مانده به طرف بستک جایی به نام بردا کالی، سنگ بزرگی است به شکل قارچ که لهجه محلی به آن می‌گویند «اَکال».
یکی از مکان‌های دیدنی و تفریحی روستا آسیاب دومن فاریاب است.
- نام فاریاب دگرگون‌شده واژه پاریاب فارسی به معنی قنات است.
- فاریاب همچنین نام قدیمی شهری است در آسیای میانه.

## جمعیت
بر پایه سرشماری عمومی نفوس و مسکن در سال ۱۳۹۵، جمعیت این روستا برابر با ۱٬۷۲۱ نفر (۳۹۷ خانوار) بوده‌است.